# Boulevard des assassins
Boulevard des assassins is een Franse speelfilm uit 1982, geregisseerd door Boramy Tioulong. Het verhaal is gebaseerd op de roman Une affaire intime uit 1979 van Max Gallo.

## Verhaal
De schrijver Daniel Salmon (Trintignant) vestigt zich aan de Côte d'Azur. Een bewoonster van het appartementsgebouw waar hij gaat wonen, werd kort ervoor vermoord. Hij krijgt op zekere dag een vreemd telefoontje bestemd voor Régine, de vorige bewoner van zijn appartement. Dat wekt zijn nieuwsgierigheid op. Hij gaat op zoek naar Régine, maar die wordt ook dood aangetroffen. Salmon gaat verder op onderzoek en komt achter een plaatselijk politiek schandaal waarin de burgemeester en zijn entourage betrokken zijn. De vermoorde vrouw bezat gronden die de burgemeester wilde bemachtigen voor een immobiliënproject. Hélène Mariani moet voor de corrupte groep uitvinden wie Daniel Salmon is en wat hij wil. En hij zal een zware prijs betalen voor zijn bemoeizucht.

## Rolverdeling
| Acteur                 | Personage                                |
| ---------------------- | ---------------------------------------- |
| Jean-Louis Trintignant | Daniel Salmon                            |
| Victor Lanoux          | Charles Vallorba, de burgemeester        |
| Marie-France Pisier    | Hélène Mariani                           |
| Stéphane Audran        | Francine, echtgenote van de burgemeester |